# Erzbistum Las Vegas
Das Erzbistum Las Vegas (lateinisch Archidioecesis Campensis, englisch Archdiocese of Las Vegas) ist eine in Nevada in den Vereinigten Staaten gelegene römisch-katholische Diözese mit Sitz in Las Vegas.

## Geschichte
Papst Johannes Paul II. errichtete das Bistum am 21. März 1995 durch die Spaltung des bisherigen Bistums Reno-Las Vegas in das Bistum Reno und Bistum Las Vegas und unterstellte es dem Erzbistum San Francisco als Suffraganbistum.
Am 30. Mai 2023 errichtete Papst Franziskus die Kirchenprovinz Las Vegas und erhob das Bistum in den Rang eines Erzbistums und Metropolitansitzes. Die Bistümer Reno und Salt Lake City wurden gleichzeitig aus der Kirchenprovinz San Francisco herausgelöst und dem neuen Erzbistum als Suffragane unterstellt. Der bisherige Bischof George Leo Thomas wurde zum ersten Erzbischof ernannt.

## Territorium
Das Erzbistum Las Vegas umfasst die Countys Clark, Esmeralda, Lincoln, Nye, und White Pine des Bundesstaates Nevada.

## Bischöfe von Las Vegas
- Daniel Francis Walsh, 21. März 1995–11. April 2000, dann Bischof von Santa Rosa in California
- Joseph Anthony Pepe, 6. April 2001–28. Februar 2018
- George Leo Thomas, seit 28. Februar 2018, seit 30. Mai 2023 Erzbischof